# Jevgeni Sloetski

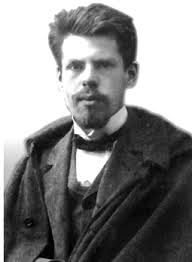
Jevgeni Sloetski (datum foto onbekend).

Jevgeni Sloetski (ook wel Slutsky; Russisch: Евгений Евгениевич Слуцкий, Jevgeni Jevgeniejevitsj Sloetski; Novoje, 7 april o.s. 1880 - Moskou, 10 maart 1948) was een Russisch-Oekraïense wiskundige, statisticus, econoom en politiek econoom.
Naar Sloetski zijn de Sloetski-vergelijking, de stelling van Sloetski en het Sloetski-Yule-effect vernoemd.
- Gemeinsame Normdatei: 135757649
- International Standard Name Identifier: 0000 0000 8134 7073
- Library of Congress Control Number: n2010067401
- Nationale Bibliotheek van Tsjechië: js2009500848
- Système universitaire de documentation: 083730141
- Virtual International Authority File: 55372510
- WorldCat: E39PBJymvVPGgjTKhcmtBtRVG3